# Dietro le apparenze
Albums de Giorgia
Spirito libero - Viaggi di voce 1992-2008
(2008)
Singles
1. Il mio giorno migliore
2. È l'amore che conta
3. Inevitabile (avec Eros Ramazzotti)
4. Dove sei
5. Tu mi port su

Dietro le apparenze est le huitième album studio de la chanteuse italienne Giorgia, sorti le 6 septembre 2011 chez Dischi di Cioccolata. Il est introduit par un premier single, "Il mio giorno migliore", qui arriva jusqu'à la 6e position des charts italiens et qui est certifié disque d'or selon le FIMI depuis le 31 juillet, et disque platino le 18 septembre. Le 5 juillet 2012, Dietro le apparenze se voit décerner le second disque de platine en Italie.

## Liste des pistes
| No  | Titre                              | Auteur                                | Producteur(s)                     | Durée |
| --- | ---------------------------------- | ------------------------------------- | --------------------------------- | ----- |
| 1.  | Il mio giorno migliore             | Giorgia                               | Giorgia, Emanuel Lo               | 3:38  |
| 2.  | Sembra impossibile                 | Giorgia, Emanuel Lo                   | Giorgia, Emanuel Lo               | 4:36  |
| 3.  | È l'amore che conta                | Busbee, J. Friedman, A. Rich, Giorgia | Busbee, J. Friedman, A. Rich      | 3:20  |
| 4.  | Inevitabile (avec Eros Ramazzotti) | Eros Ramazzotti, Adelio Cogliati      | Eros Ramazzotti, Luca Chiaravalli | 3:54  |
| 5.  | Dove sei                           | Emanuel Lo                            | Emanuel Lo                        | 3:21  |
| 6.  | Passerà l'estate                   | Marina Rei                            | Marina Rei                        | 3:28  |
| 7.  | Solo grazie a te                   | Giorgia, Emanuel Lo                   | Giorgia, Emanuel Lo               | 3:37  |
| 8.  | Vado via                           | Giorgia                               | Giorgia, Emanuel Lo               | 4:39  |
| 9.  | Dietro le apparenze                | Giorgia, Emanuel Lo                   | Emanuel Lo                        | 4:05  |
| 10. | Tu mi porti su                     | Lorenzo Cherubini                     | Lorenzo Cherubini, R. Onori       | 3:42  |
| 11. | Niente ci porta via                | Giorgia                               | Giorgia                           | 3:15  |
| 12. | E adesso tu                        | Giorgia                               | Emanuel Lo                        | 3:29  |
| 13. | Resta la musica                    | Giorgia                               | Emanuele Bossi                    | 3:23  |

| 14. | Hostage (È l'amore che conta) | Busbee, J. Friedman, A. Rich | Busbee, J. Friedman, A. Rich | 3:22 |